# 黑胸蟲森鶯
黑胸蟲森鶯（Vermivora bachmanii），又名黑眼紋蟲森鶯，是美國南部沼澤及低地森林內棲息的一種小雀。牠們是一種候鳥，會往古巴過冬。

## 發現歷史

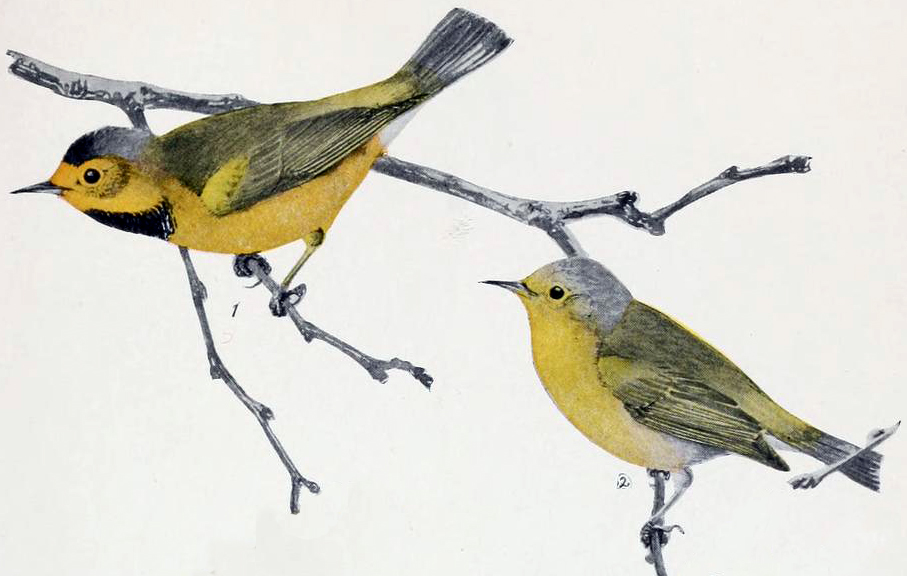
由Louis Agassiz Fuertes绘制雄鸟（上方）和雌鸟

黑胸蟲森鶯是於1832年由約翰·巴克曼牧師（John Bachman）發現，並將一個標本交給了其好友約翰·詹姆士·奧杜邦（John James Audubon）。奧杜邦未有見過活生生的黑胸蟲森鶯，便為紀念巴克曼將之命名。

## 滅絕
黑胸蟲森鶯可能從未很普遍，甚至可能已經滅絕。最後確實見到牠們的是於1988年及1961年在南卡羅萊納州。牠們最後的棲息地是在南卡羅萊納州的I'on沼澤。棲息地的破壞可能是其消失的主因。不過牠們的滅絕並未正式認可，因為在坎格瑞沼澤國家公園內仍有其棲息處，或可能仍有部份生存著。再者於2002年，在古巴古爾達拉瓦卡拍攝到一隻可以是黑胸蟲森鶯的雌鳥。由於未有森鶯鳥發現可以長壽超過7年，若這真是黑胸蟲森鶯，估計牠們仍有一部份生活在隠閉的地方數十年。

## 外部連結
- BirdLife Species Factsheet. （页面存档备份，存于）